# 荒川章二
荒川 章二（あらかわ しょうじ、1952年 - ）は、日本の歴史学者。専門は日本近現代史、軍事史。国立歴史民俗博物館および静岡大学名誉教授。国立歴史民俗博物館特任教授。放送大学浜松サテライトスペース客員教授。

## 人物・経歴
静岡県生まれ。1976年早稲田大学第一文学部卒業。1978年立教大学大学院文学研究科修士課程修了。1983年一橋大学大学院社会学研究科博士課程単位取得満期退学。博士課程指導教官は藤原彰。
1984年日本学術振興会奨励研究員。1985年法政大学大原社会問題研究所兼任研究員。1988年静岡大学教育学部助教授。1995年静岡大学情報学部情報社会学科教授。2004年人間文化研究機構国立歴史民俗博物館客員教授。2008年静岡大学情報学部副学部長。2010年同学部長。2013年人間文化研究機構国立歴史民俗博物館研究部歴史研究系教授。2014年総合研究大学院大学文化科学研究科日本歴史研究専攻教授併任。2018年3月国立歴史民俗博物館・総合研究大学院大学定年退職。
専門は日本近現代史で、社会史及び軍事史を研究テーマにし、軍隊と地域の研究などを行う。静岡県史編さん専門委員、山口県史編さん専門委員政治社会編責任者、沼津市戸田村史編纂会議編纂責任者、静岡県近代史研究会会長、同時代史学会理事、『同時代史研究』編集委員長等を歴任。

## 著書
- 『日本現代史』（藤原彰,林博史と共著）大月書店 1986年、1995年新版
- 『敗戦前後―昭和天皇と五人の指導者』（吉田裕,功刀俊洋,荒敬,小田部雄次と共著）青木書店 1995年
- 『軍隊と地域』シリーズ日本近代からの問い6 青木書店 2001年
- 『日露戦争スタディーズ』（共著）紀伊國屋書店 2004年
- 『浜松まつり―学際的分析と比較の視点から』（笹原恵,山道太郎,山道佳子と共著）岩田書院 2006年
- 『軍用地と都市・民衆』山川出版社 2007年
- 『全集日本の歴史16　豊かさへの渇望』小学館 2009年
- 『新日本史　A』（共著）実教出版高等学校地理歴史教科書 2014年
- 『地域のなかの軍隊 2　軍都としての帝都　関東』（編）吉川弘文館 2015年
- 『地域のなかの軍隊 8　日本の軍隊を知る　基礎知識編』（共編）吉川弘文館 2015年
- 『「1968年」社会運動の資料と展示に関する統合的研究』（編著）国立歴史民俗博物館研究報告、2019年
- 『増補　軍隊と地域　郷土部隊と民衆意識のゆくえ』岩波現代文庫 2021年